# Горацій Елджин Додж
Горацій Елджин Додж (англ. Horace Elgin Dodge; 17 травня 1868, Найлс, Мічиган, США – 10 грудня 1920, Флорида, США) – американський піонер автомобільного виробництва та співзасновник компанії Dodge Brothers Company.

## Біографія
Горацій Елджин Додж народився в Найлсі, штат Мічиган, 17 травня 1868 року в родині власника ливарним і механічним цехом. Горас Додж і його старший брат Джон Френсіс Додж були нерозлучні. У 1886 році брати Додж переїхали до Детройта, штат Мічиган, щоб працювати  на  котельному заводі. У 1894 році вони поїхали працювати машиністами в канадську компанію в Онтаріо.
У 1896 році Горас Додж одружився з Анною Томпсон, шотландською іммігранткою, яка народилася в Данді. У нихнародився син Горацій-молодший та дочка Дельфіна. Піісля смерті Доджа  Анна одружилася з актором Х'ю Діллманом.
Брат Джон Додж був менеджером, орієнтованим на продаж, а Горацій був обдарованим механіком. Він винайшов перший захищений від бруду кульковий підшипник. У 1897 році Джон уклав угоду   з незалежним інвестором для виробництва велосипедів.Згодом вони продали бізнес і в 1901 році створили власний механічний цех у Детройті. Протягом  першого року компанія братів Додж почала виготовляла деталі для автомобільної промисловості.

## Автомобілі
У 1902 році брати виграли контракт на виготовлення трансмісій для компанії Olds Motor Vehicle Company, У них була гарна репутація за якість та сервіс. Але наступного року вони відхилили другий контракт від Olds (Oldsmobile) на переобладнання свого заводу з виробництва двигунів для Генрі Форда, яка включала позицію в новій Ford Motor Company. Вони інвестували в бізнес Форда, і врешті-решт Форд заборгував у Додж. До 1910 року Горацій Додж та його брат були настільки успішними, що побудували новий завод у Гамтремку, штат Мічиган.
Протягом десяти років компанія братів Додж була постачальником компанії Ford, а Джон Додж працював віце-президентом компанії. У 1913 році брати Додж розірвали контракт на Форд і віддали свої сили виробництву автомобілів Додж. Вони будували автомобілі, машини швидкої допомоги та інші машини для військових США Перша світова війна, а в жовтні 1917 року випустили свій перший комерційний автомобіль. Наприкінці війни їхня компанія виробляла та продавала  автомобілі  і вантажівки.
Горацій Елджин Додж був прийнятий до Автомобільного залу слави в 1981 році.

## Особисте життя
Незважаючи на  багатство та зростаючий вплив на ділове співтовариство, груба манера братів Додж та агресивна поведінка зробили їх соціально неприйнятними для більшості заможної еліти. У 1912 році Горацій Додж збудував особняк із червоного пісковику в Гросс-Пуент. Величезний будинок із садами та причалом для човнів виходив на озеро Сен-Клер.
Дружина Горація Анна вивчала музику. Горацій та Анна Додж стали головними благодійниками нового Детройтського симфонічного оркестру і зіграли ключову роль у будівництві Оркестрової зали.

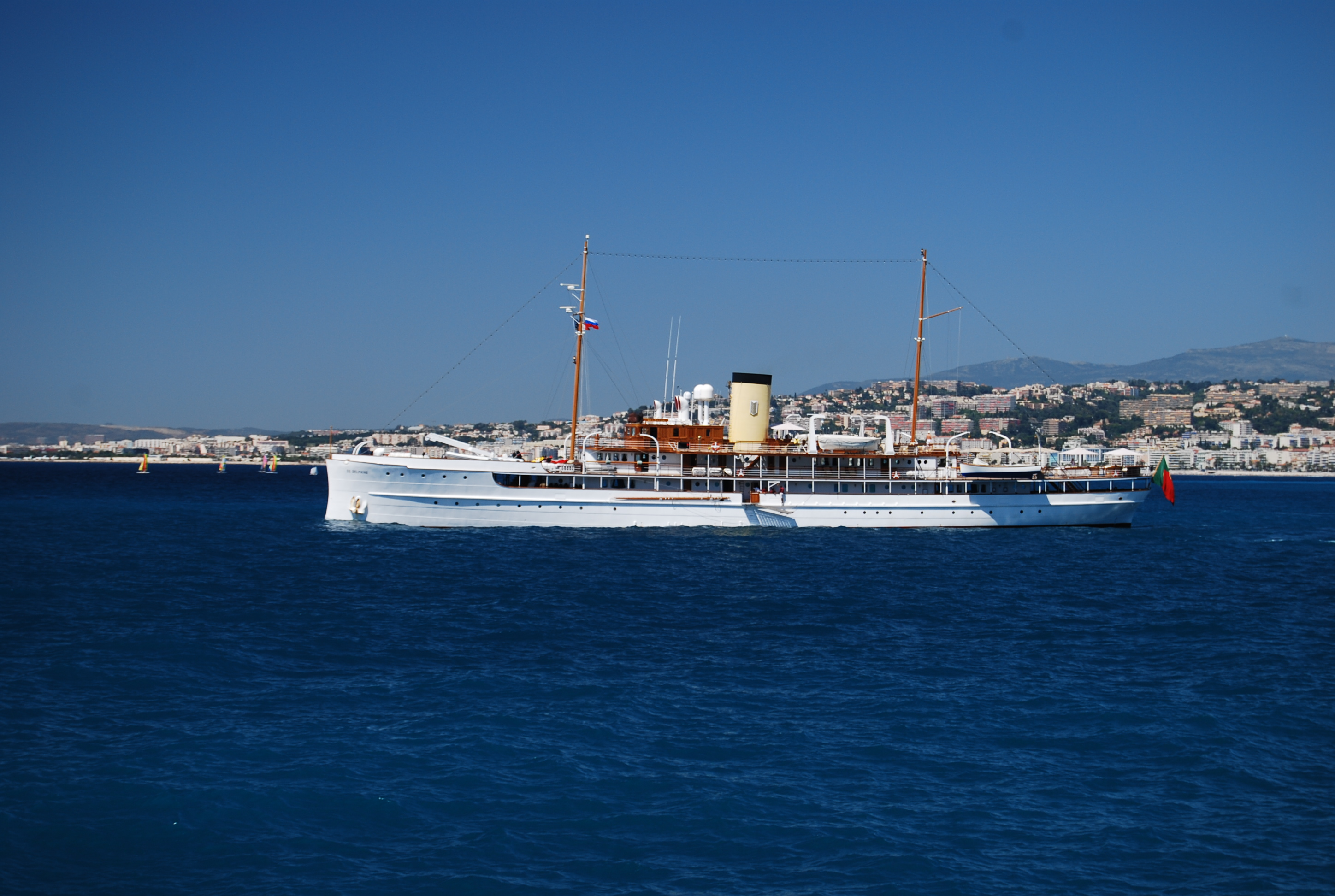
С. С. Дельфіна біля Французької Рив'єри, липень 2008.

Любитель швидкісного катера  Горацій Елджин Додж створив морський підрозділ як частину їхнього автомобільного бізнесу. Він придбав кілька парових яхт,  які  згодом були придбані урядом для використання у Першій світовій війн. Одну з них він назвав «Дельфіна» і подарував дочці. Будівництво її розпочалося в 1920 році і було завершено в 1921 році, після його смерті. Яхта була в якості патрульного корабля ВМС США під час Другої світової війни. "Дельфіна" пройшла крізь руки кількох власників і після капітального ремонту тепері плаває Середземним морем.
Праправнук Горація Доджа — продюсер фільму Джонні Додж.

## Смерть

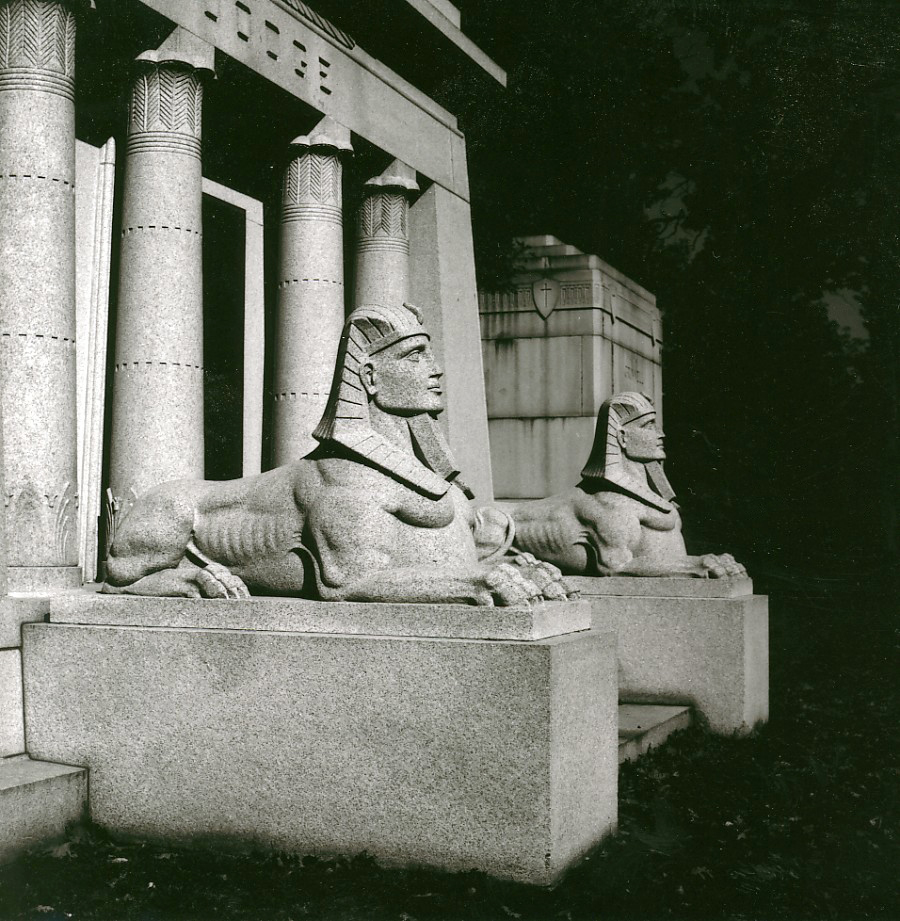
Мавзолей братів Додж

У 1919 році Генрі Форд викупив акції братів Додж у Ford Motor Company за 25 мільйонів доларів. У січні 1920 р. Брат Горація Джон помер під час епідемії грипу. Він був похований у мавзолеї родини в єгипетському стилі на кладовищі Вудлоун в Детройті.   Перехворівши на грип у грудні після кількох рецидивів, Горас також помер від ускладнень захворювання, що спричинило пневмонію та цироз печінки у віці 52 років у Палм-Біч, штат Флорида. Він був похований зі своїм братом в тому ж мавзолеї. Його вдова пережила його на п’ятдесят років.
У 1925 році вдови Горація та Джона Доджа продали свій автомобільний бізнес інвестиційним банкірам Dillon Read за 170 мільйонів доларів. Після смерті в 1970 році Анна Томпсон Додж залишила кошти місту Детройту на будівництво Меморіального фонтану Горація Е. Доджа. Фонтан був спроектований скульптором Ісаму Ногучі та відкритий у 1978 році. Горацій Е. Додж-молодший помер у 1963 році у віці 63.